# Hans Müller (facteur de clavecins)
Pour les articles homonymes, voir Hans Müller et Müller.
Hans Müller (fl. 1537-1543) est un facteur d'instruments allemand du XVIe siècle actif à Leipzig. Aucun détail de sa vie n'est connu, mais on possède un clavecin de sa fabrication qui est le plus ancien construit au nord des Alpes, donc en dehors de l'Italie, en 1537 ; le nom du facteur est connu seulement par l'inscription sur l'instrument : elle apparaît sur la barre de nom, garnie de papier doré : Gottes Wort bleibt ewick beistan den armen als den reichen. Durch Hans Muller cu Leipcik im 1537.
Ses caractéristiques sont proches de celles des italiens dont il a l'aspect général, mais quelques-unes l'apparentent aux futurs produits flamands, français et anglais. Il possédait probablement un coffre extérieur dont on n'a pas trace. Il est plutôt court — moins de 1,50 mètre —, possède deux jeux de cordes à l'unisson et trois rangs de sautereaux dont un pour le nasal avec deux chapiteaux s'écartant en éventail, une étendue de 44 notes chromatiques (Do/Ré - Sol/La) et clavier transpositeur à l'origine (c'est le tout premier à posséder ce dispositif).
Ce clavecin est le seul instrument construit au XVIe siècle en pays germanique qui nous soit parvenu et il faut attendre presque un siècle pour le suivant. Paradoxalement, beaucoup d'écrits concernant les instruments de la famille du clavecin sont rédigés par des Allemands — à commencer par Sebastian Virdung, alors que leur production restera toujours assez réduite, les facteurs consacrant une part beaucoup plus importante de leur activité au clavicorde et à l'orgue.